# Thomas De Gendt
Thomas De Gendt (nascido em 6 de novembro de 1986, em Sint-Niklaas) é um ciclista profissional bélgico. Atualmente, compete para a equipe Lotto-Soudal.